# Es war so wunderschön
Es war so wunderschön, op. 467, är en marsch av Johann Strauss den yngre. Den spelades första gången den 15 mars 1896 i Gyllene salen i Musikverein i Wien av Capelle Strauss under ledning av Eduard Strauss.

## Historia
Strauss operett Waldmeister hade premiär på Theater an der Wien den 4 december 1895. Musiken räckte till att arrangera sex separata orkesterverk. Alla utom ett arrangerades av Strauss själv, Waldmeister-Quadrille överlät han åt dirigenten Leopold Kuhn (1861-1902). Titeln till marschen Es war so wunderschön kommer från Tymoleons aria (Nr 12) i akt III, "Die ganze Nacht durchschwärmt" och särskilt refrängen ("Und doch, und doch, es war so wunderschön"). Arian försåg även med material till första och andra temat i marschen. Materialet till de två sektionerna i trio-delen härrör sig från Paulines aria (Nr 14) i akt II, "Ja, gewiss, ich rühme mich", och finalen till Erasmus Müllers kuplett (Nr 3) i akt I, "Nu hören Se, nu sehen Se". 
Marschen framfördes första gången den 15 mars 1896 (Eduards 61:a födelsedag!) i Musikverein, men då endast med titeln "Marsch från operetten 'Waldmeister'".

## Om marschen
Speltiden är ca 2 minuter och 25 sekunder plus minus några sekunder beroende på dirigentens musikaliska tolkning.
Marschen var ett av sex verk där Strauss återanvände musik från operetten Waldmeister:
- Trau, schau, wem!, Vals, Opus 463
- Herrjemineh, Polka-française, Opus 464
- Liebe und Ehe, Polkamazurka, Opus 465
- Klipp-Klapp-Galopp, Schnellpolka, Opus 466
- Es war so wunderschön, Marsch, Opus 467
- Waldmeister-Quadrille, Kadrilj, Opus 468

## Weblänkar
- Es war so wunderschön i Naxos-utgåvan.

### Anmärkning
1. ↑  Wiens musikliv bevittnade en nyhet den 13 mars 1870 då "Josef och Eduard Strauss, med assistans av Johann Strauss" (som annonsen löd) organiserade sin första söndagskonsert i "Gyllene salen" i den nyligen invigda Musikverein - det nya hemmet för Gesellschaft der Musikfreunde. Det hade höjts många röster emot att bröderna Strauss intåg i Musikverein, då det ansågs att enkel dansmusik i sådan miljö var ett "helgerån" mot byggnaden. Trots detta var konserterna fullbelagda och ryktet om dess artistiska utförande ledde till att Straussorkestern (Capelle Strauss) presenterade regelbundna söndagskonserter där. Dessa skulle fortgå i trettio år. I och med Josefs tidiga bortgång i juli 1870 och Johanns arbete med sina många operetter gick ledarskapet över orkestern över till Eduard.